# Hans von Kretschmann

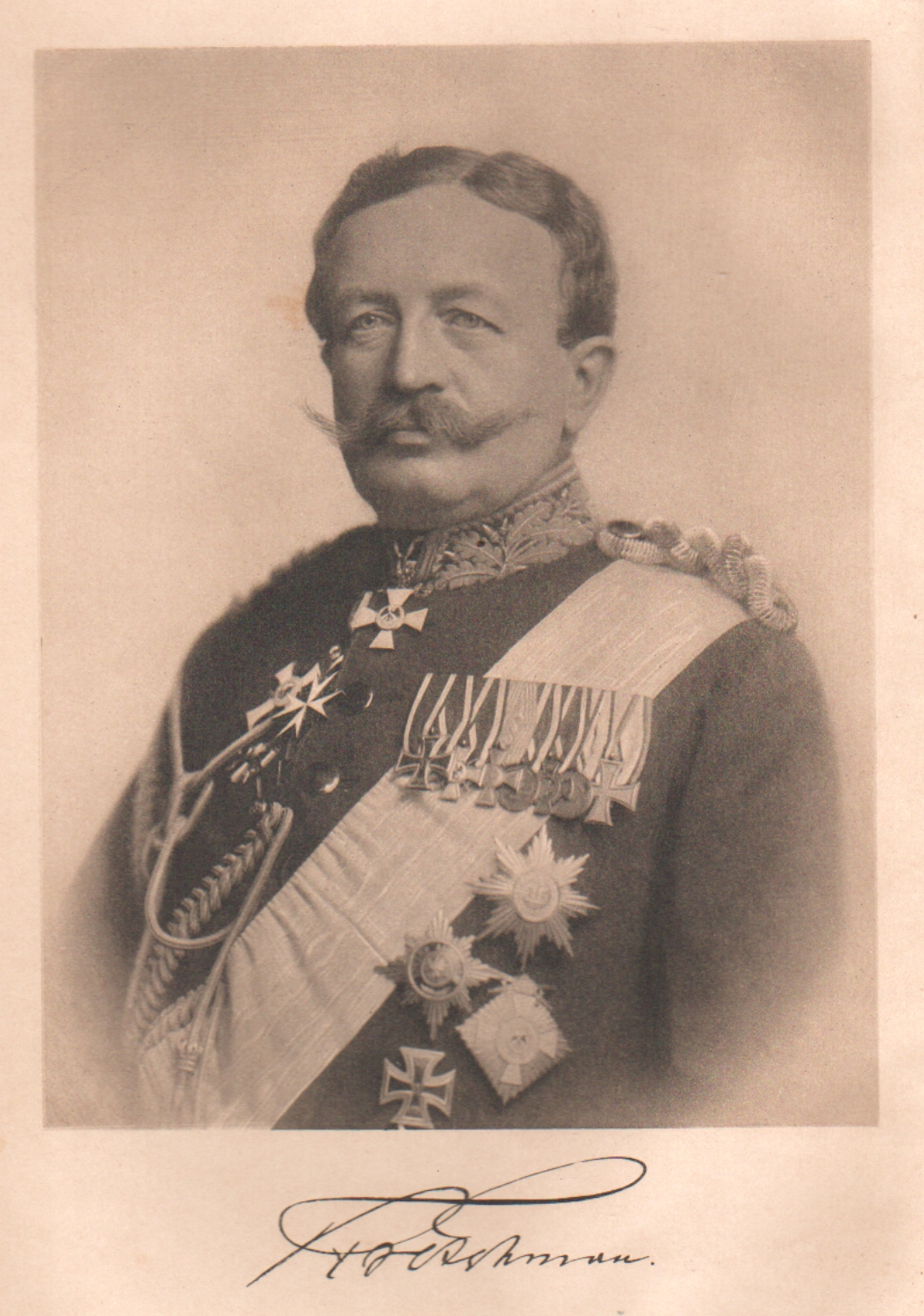
Hans von Kretschmann năm 1897.

Hans Alfred Konstantin von Kretschmann, còn gọi là Hans von Kretschman, (21 tháng 8 năm 1832 tại Charlottenburg – 30 tháng 3 năm 1899 tại Berlin) là một sĩ quan quân đội Phổ, đã được thăng đến cấp Thượng tướng Bộ binh. Ông đã từng tham gia nhiều trận đánh của cuộc Chiến tranh Áo-Phổ (1866) và cuộc Chiến tranh Pháp-Đức (1870 – 1871).

## Tiểu sử

### Thân thế
Hans sinh vào tháng 8 năm 1832, là con trai của Ernst Karl von Kretschmann (24 tháng 11 năm 1802 – 5 tháng 1 năm 1847) với người vợ của ông này là Emilie, nhũ danh Vogel (27 tháng 11 năm 1806 – 25 tháng 7 năm 1885). Ông thân sinh của ông là Trưởng quan kỵ binh trong lực lượng Dân quân, điền chủ Schönau đồng là Hội thẩm Tòa án Tối cao Địa phương.

### Sự nghiệp quân sự
Thời trẻ, Kretschmann đi học tại Bunzlau, rồi học Trung học Chính quy (Gymnasium) ở Brieg và Guben. Sau đó, vào ngày 1 tháng 4 năm 1849, ông nhập ngũ quân đội Phổ với tư cách là lính pháo thủ của Trung đoàn Phóng lựu Hộ vệ số 8 "Vua Friedrich Wilhelm III" ở Frankfurt (Oder). Kể từ ngày 1 tháng 10 năm 1856 cho đến ngày 30 tháng 6 năm 1859, Kretschmann là Giảng viên tại Trường Sư đoàn tại Frankfurt (Oder), và cũng trong thời gian đó ông được thăng quân hàm Trung úy vào ngày 31 tháng 5 năm 1859. Sau đó, ông học tại Học viện Quân sự (Kriegsakademie) từ ngày 1 tháng 10 năm 1860 cho đến ngày 10 tháng 2 năm 1863. Mặc dù quá trình rèn luyện của Kretschmann vẫn đang dang dở, ông rời học viện sớm vì vào ngày 10 tháng 2 năm 1863, ông được phong cấp hàm Đại úy đồng thời được ủy nhiệm làm Đại đội trưởng trong Trung đoàn Bộ binh số 27 (số 2 Magdeburg), đóng quân ở Halberstadt. Vào ngày 14 tháng 7 năm 1865, ông được phong danh hiệu à la suite và được giao một ghế giảng viên tại Trường Quân sự Neiße. Khi cuộc Chiến tranh Bảy tuần với Áo bùng nổ (1866), Kretschmann trở lại trung đoàn của mình và được lãnh chức Chỉ huy tạm quyền (Führer) của Đại đội 8. Với đơn vị này, ông đã chiến đấu trong các trận đánh lớn tại Gitschin và Königgrätz-Sadowa, nơi Kretschmann bị thương nặng do trúng đạn ở chân trái. Vì những thành tích của mình, ông đã được tặng thưởng Huân chương Đại bàng Đỏ hạng IV kèm theo Thanh kiếm vào ngày 20 tháng 9 năm 1866. Sau khi cuộc chiến tranh chấm dứt, ông lại hành nghề giảng viên và giảng dạy tại Trường Quân sự Potsdam. Đến ngày 16 tháng 2 năm 1869, ông được lên quân hàm Thiếu tá, đồng thời được phong danh hiệu à la suite của Bộ Tham mưu quân đội và được bổ nhiệm làm Giám đốc Trường Quân sự Neiße.
Khi cuộc Chiến tranh Pháp-Đức (1870 – 1871), Kretschmann là sĩ quan Bộ Tham mưu trong Quân đoàn III dưới quyền chỉ huy của Tướng tư lệnh Konstantin von Alvensleben. Trong cuộc chiến tại Pháp, ông đã tham gia các trận đánh quan trọng tại Spicheren, Vionville, Gravelotte-St. Privat, Noisseville, Beaune-la-Rolande, Orléans lần thứ hai và Le Mans, cũng như trong cuộc vây hãm Metz cùng với các trận giao chiến tại Courcelles, Bellevue, Neuville-aux-Bois, Gien, Vendôme và Artenay. Nhờ những công trạng của ông trong chiến dịch, ông được trao tặng Huân chương Thập tự Sắt hạng I vào ngày 20 tháng 9 năm 1870 rồi hạng I vào ngày 5 tháng 11 năm 1870.
Sau khi cuộc chiến tranh kết thúc, Kretschmann trở lại làm Giám đốc Trường Quân sự Neiße kể từ ngày 9 tháng 5 cho tới ngày 24 tháng 10 năm 1871, sau đó ông được chuyển đến Karlsruhe để tham gia Bộ Tham mưu của Quân đoàn XIV. Ông làm nhiệm vụ tại đây trong vòng hai năm rưỡi, rồi được đổi làm một chức Trưởng phòng trong Bộ Tổng tham mưu ở kinh đô Berlin và tại đây ông được phong cấp hàm Thượng tá vào ngày 19 tháng 9 năm 1874.
Vào ngày 15 tháng 3 năm 1890, Kretschmann được phong cấp bậc danh dự (Charakter) Thượng tướng Bộ binh, đồng thời được xuất ngũ (zur Disposition) với một khoản lương hưu.
Vì những cống hiến của mình cho quân đội Phổ, ông được vua Wilhelm II tưởng thưởng Huân chương Vương miện hạng I vào ngày 18 tháng 1 năm 1891, rồi tặng Huân chương Đại bàng Đỏ hạng I kèm theo Bó sồi và Thanh kiếm trên Chiếc nhẫn vào ngày 18 tháng 1 năm 1896.
Sau khi ông từ trần vào tháng 3 năm 1899 ở Berlin, Kretschmann được mai táng tại nghĩa trang Garnisonfriedhof in der Hasenheide của thành phố này vào ngày 2 tháng 4 năm đó.

### Gia đình
Vào ngày 3 tháng 5 năm 1864, tại Halberstadt, Kretschmann thành hôn với Jenny Auguste Frieda Karoline von Gustedt (14 tháng 6 năm 1843 – 19 tháng 1 năm 1903). Cặp đôi này đã sản sinh ra Lily, nữ văn sĩ và là nhà hoạt động vì nữ quyền về sau này.

## Tác phẩm
- Hans von Kretschmann: Kriegsbriefe aus den Jahren 1870/71. Meyer & Jessen, Berlin 1910